# Список умерших в 1402 году

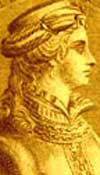
Бонна де Бурбон

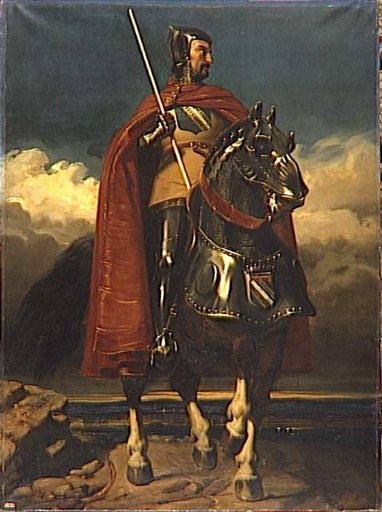
Луи де Сансер

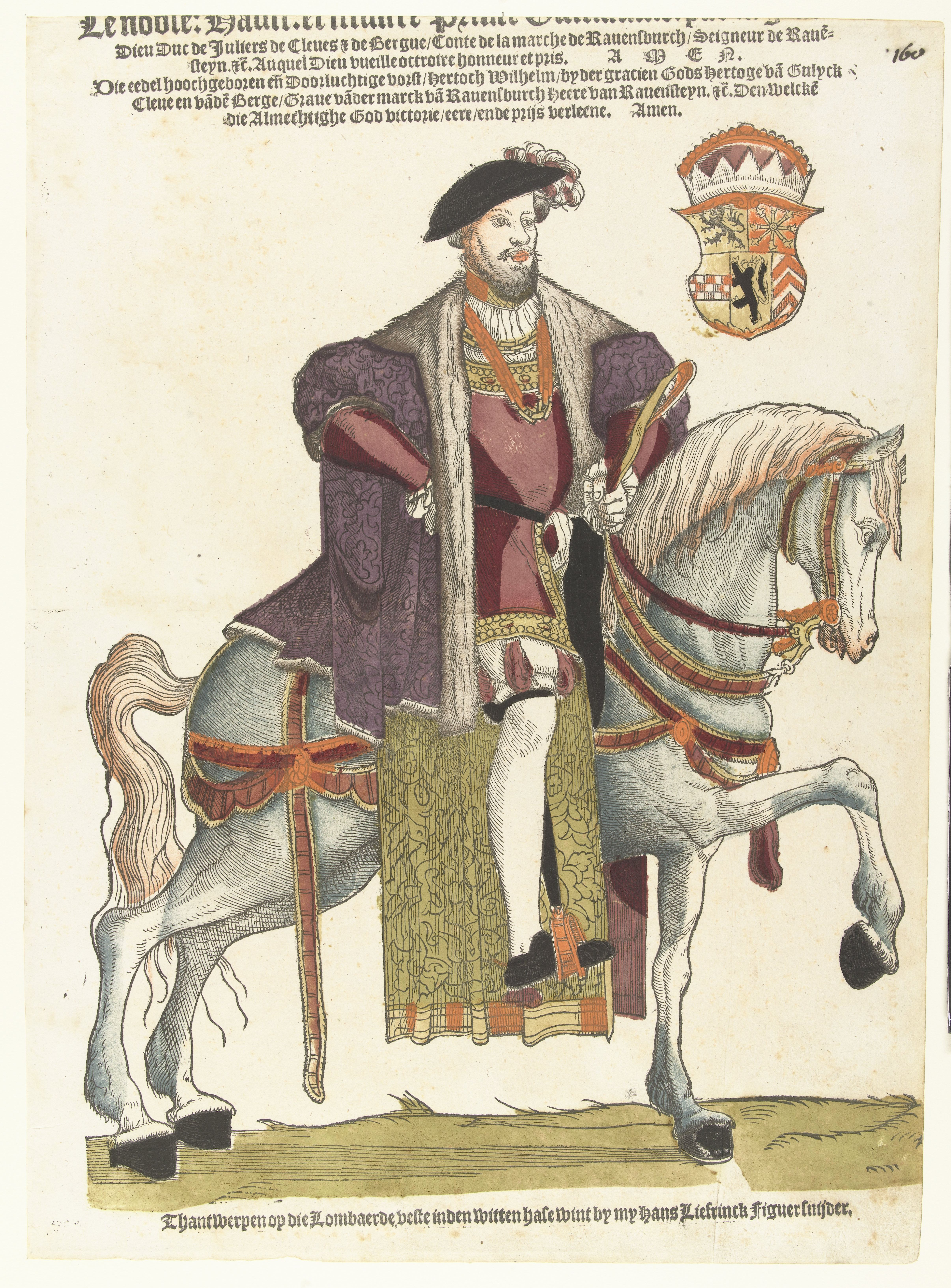
Вильгельм I

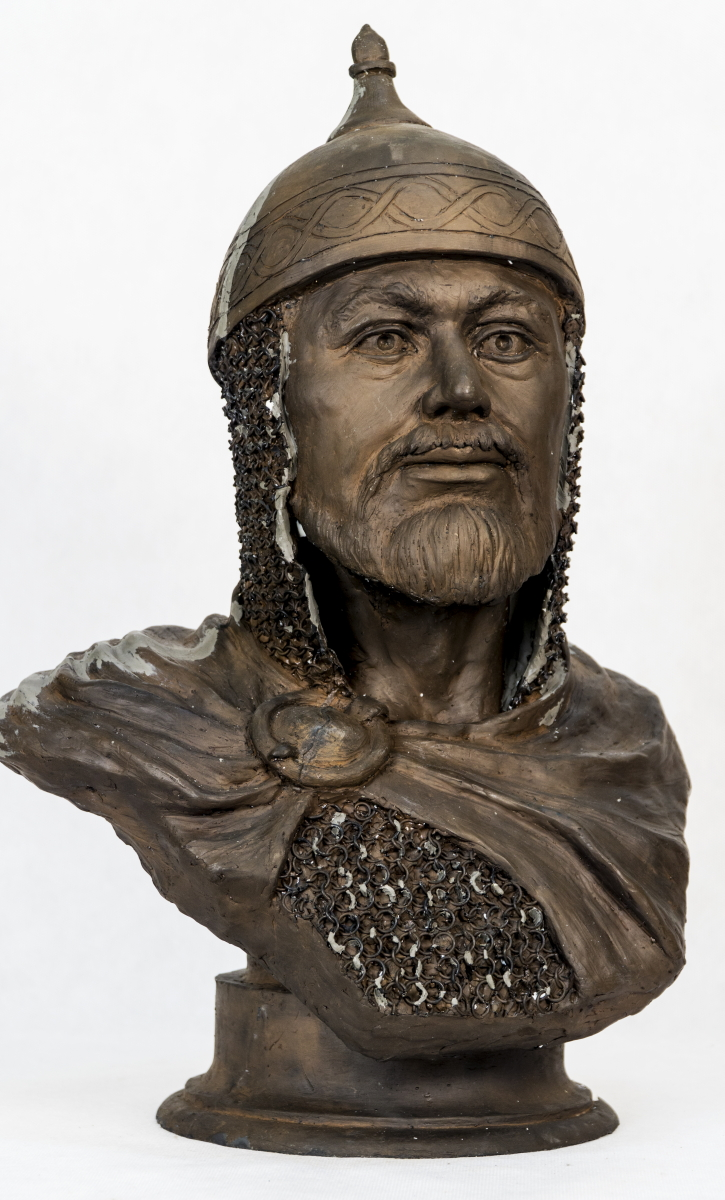
Олег Иванович Рязанский

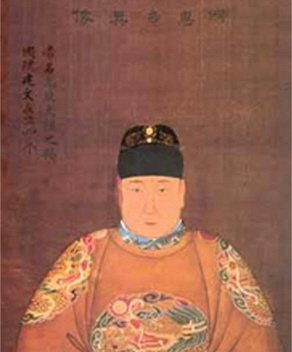
Цзяньвэнь

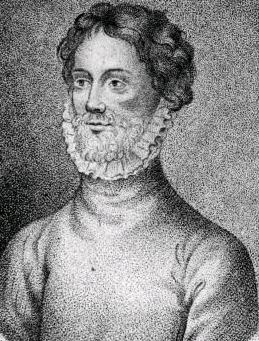
Эдмунд Лэнгли

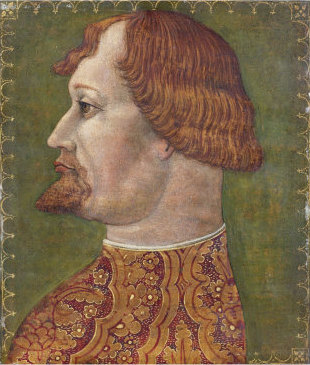
Джан Галеаццо Висконти

В этой статье представлен список известных людей, умерших в 1402 году.
См. также: Категория:Умершие в 1402 году

## Январь
- 19 января — Бонна де Бурбон («Великая Мадам») — графиня-консорт Савойи (1355—1383), супруга графа Савойи Амадея VI, регент Савойи (1366—1367, 1383, 1391).

## Февраль
- 6 февраля — Луи де Сансер — французский военачальник, маршал Франции (с 1368), коннетабль Франции (с 1397), губернатор Лангедока (1390—1401).
- 16 февраля — Вильгельм I (37) — герцог Гелдерна и граф Цютфена (под именем Вильгельм I) (с 1380), герцог Юлиха (под именем Вильгельм III) (с 1393).

## Март
- 26 марта — Дэвид Стюарт (23) — шотландский принц и наследник престола, граф Каррик (с 1390/1391), герцог Ротсей и граф Атолл (с 1398), старший сын короля Шотландии Роберта III, королевский наместник (регент) Шотландии (с 1399). Умер (убит?) в заключении.
- 27 марта — Иван Всеволодович — князь холмский (Тверской земли) (с 1365).
- 28 марта — Чекко ди Пьетро — итальянский живописец периода проторенессанса.

## Май
- 1 мая — Ян Вайдута — литовский князь и священник, ректор Краковского университета (1401—1402)
- 6 мая — Михаил II — епископ Смоленский (1383—1396), канонизирован в лике святителей.
- 8 мая — Александр Лесли — шотландский дворянин, граф Росс (1394—1402).

## Июнь
- 30 июня — Джованни I Бентивольо — итальянский аристократ, первый представитель семьи Бентивольо, пришедший к власти в Болонье (1401—1402); убит.

## Июль
- 5 июля — Олег Иванович — великий князь Рязанский (1351—1371, 1372—1402)
- 13 июля — Цзяньвэнь (Чжу Юньвэнь) (24) — второй император Китая династии Мин (1398—1402).
- Пино II Орделаффи — итальянский кондотьер, сеньор Форли (с 1386), папский викарий Форли, Форлимпополи, Кастрокаро Терме и Сарсины.

## Август
- 1 августа — Эдмунд Лэнгли (61) — первый граф Кембридж (с 1341), первый герцог Йоркский (с 1385), четвертый выживший сын короля Англии Эдуарда III, основатель Йоркской королевской династии.

## Сентябрь
- 3 сентября — Джан Галеаццо Висконти (50) — правитель Милана из рода Висконти (с 1378), первый герцог Милана (с 1395); умер от чумы.
- 14 сентября — Адам Гордон — лорд Гордон (с 1391/1395); убит в битве при Хомильдон-Хилле.

## Ноябрь
- 5 ноября — Луи — сеньор Монако (1395, 1397—1402).
- 8 ноября — Жанна де Монфор (Жанна Бретонская) — дочь Жана, графа де Монфор-л’Амори, жена Ральфа Бассета, третьего и последнего барона Бассет из Дрейтона до его смерти в 1390 году.

## Декабрь
- 7 декабря — Роберт Скейлз — английский аристократ, 5-й барон Скейлз (1387—1402).

## Дата неизвестна или требует уточнения
- Гун Тэмур-хан — великий хан Северной Юань (1400—1402); убит в междоусобной борьбе.
- Дмитрий Зограф — древнерусский переводчик.
- Константин Балшич — албанский феодал из династии Балшичей, правитель Круи (1394—1402); погиб при невыясненных обстоятельствах
- Лже-Олаф — самозванец, который в 1402 году попытался выдать себя за короля Дании и Норвегии Олафа Хаконссона, умершего в 1387 году, был сожжён на костре по приговору датского суда.
- Уильям Клейрих Маклауд — 5-й глава шотландского клана Маклаудов (1392—1402).
- Педро де Сан Суперан — один из капитанов «Наваррской компании», впоследствии — князь Ахейский (1396—1402).
- Султан Махмуд-хан — номинальный хан Мавераннахра — западной части Чагатайского улуса (1384—1402).
- Джон Тревиза — корнский священник, историк, писатель и переводчик, один из летописцев начального периода Столетней войны.